# Страна чудес (роман)
Страна чудес — второй роман из серии «Два матроса» известного итальянского автора приключенческой литературы Эмилио Сальгари. Является частью одного из малых циклов «Двух матросов», который предшествовал роману «Сокровища  президента  Парагвая».

## Сюжет
Боцман Диего, Кардосо вместе с медиком парагвайского речного флота Аваро Кристобалем пересекают Австралию на телеге, запряжённой волами. Они ищут пропавшего учёного. Основная трудность на пути следования — враждебность коренных жителей.

## Публикации
Впервые роман опубликован в 1894 году в Турине.
На русском языке произведение впервые вышло в 1896 году под заглавием «Страна чудес: Путешествие по Австралии». Имя переводчика осталось неизвестным.